# Zamach na życie Prezydenta Rzeczypospolitej Polskiej
Zamach na życie Prezydenta Rzeczypospolitej Polskiej – zbrodnia stypizowana w art. 134 Kodeksu karnego, polegająca na dopuszczeniu się zamachu na życie Prezydenta Rzeczypospolitej Polskiej, zagrożony karą pozbawienia wolności na czas nie krótszy od lat 12 albo karą dożywotniego pozbawienia wolności.
Do 1 października 2023 roku przestępstwo to zagrożone było karą pozbawienia wolności na czas nie krótszy od lat 12, karą 25 lat pozbawienia wolności albo karą dożywotniego pozbawienia wolności.